# IC 1461
IC 1461 је спирална галаксија у сазвјежђу Пегаз која се налази на листи објеката дубоког неба у Индекс каталогу.
Деклинација објекта је + 15° 10' 24" а ректасцензија 22h 58m 34,2s. Привидна величина (магнитуда) објекта IC 1461 износи 14,2 а фотографска магнитуда 15,1. IC 1461 је још познат и под ознакама CGCG 430-36, MK 311, KUG 2256+149, IRAS 22560+1454, PGC 70153.